# Tertialrecht

Beispiel des Tertials: Schulzenhof in Gützkow 1643–1913

Das Tertialrecht war ein besonderes Recht betreffend das Eigentum und die Nutzung von Landgütern. Es war in Deutschland nur im Gebiet des ehemaligen Regierungsbezirks Stralsund (Neuvorpommern und Rügen) vom 17. bis zum Anfang des 20. Jahrhunderts gültig. Die dem Tertialrecht als Realrecht unterworfenen Landgüter, die Tertialgüter, waren Eigentum des Staates und als solches im Grundbuch eingetragen. Gleichzeitig waren Besitz und Nutzung als ewige Pacht zu einem unabänderlichen geringen Pachtzins an bestimmte Familien (Tertialisten) nach einer besonderen, festgelegten Erbfolge vergeben. Ein Drittel der vereinbarten Pachtsumme, das Tertial, wurde den Pächtern erlassen. Tertialgüter waren unveräußerlich und unteilbar. Sie waren keine Rittergüter und oft im Besitz bürgerlicher Familien.
Die Erbfolge erfolgte nach dem Prinzip der Primogenitur an den jeweils ältesten Sohn. Blieb dieser ohne Nachkommen, erbten die männlichen Nachfahren des zweiten Sohnes des ersten Erwerbers. Gab es keine männlichen Abkömmlinge, so erbten die Witwe des letzten Besitzers oder, wenn diese nicht vorhanden war, die weiblichen Nachkommen des ersten Erwerbers. Anschließend folgten deren männliche Nachkommen. Waren die Abkömmlinge des ersten Erwerbers ausgestorben und keine erbberechtigte Witwe vorhanden, so erfolgte der Heimfall an den Staat.
Das Tertialrecht entstand nach schwedischem Recht zum Ende des 17. Jahrhunderts in Form von verschiedenen königlichen Resolutionen. Hintergrund war die sogenannte „Reduktion“, die zur Finanzierung der Staatsfinanzen beschlossen worden war. Mit der Reduktion wurden ehemalige Besitzungen der pommerschen Herzöge, die zwischenzeitlich vor allem von den schwedischen Königen als deren Rechtsnachfolgern nicht formell einwandfrei veräußert worden waren, an die schwedische Krone zurückgeführt. Das Tertialrecht wurde von den Schweden zunächst am 5. Oktober 1689 in Schwedisch-Estland und am 23. September 1690 in Schwedisch-Livland eingeführt, dann am 16. August 1693 in Schwedisch-Pommern. Im eigentlichen Schweden und in Finnland hat es nie bestanden.
Nach dem Übergang Schwedisch-Pommerns an Preußen wurde das Tertialrecht beibehalten. Mit der Einführung der Grundsteuer wurden die Tertialgüter als Domänen eingestuft und so von der Steuer befreit. Um die Wende vom 19. zum 20. Jahrhundert erwies sich das Tertialrecht als veraltet, da keine Kredite auf den Grundbesitz aufgenommen werden konnten. 1911 wurde es schließlich per Gesetz aufgehoben. Von der Möglichkeit, das Tertialgut gegen eine Abfindung in Höhe des 25-fachen Grundsteuerreinertrages an den Staat zurückzugeben, machte keiner der Tertialisten Gebrauch. Stattdessen erwarben alle das Eigentum an den Gütern zum fünffachen des Grundsteuerreinertrags.
Im Kreis Greifswald waren folgende Güter Tertiale: Negentin, Neuendorf, Schulzenhof, Rubenow, Wusterhusen, Voddow und Kräpelin.